# (370) Modestia
(370) Modestia es un asteroide perteneciente al cinturón de asteroides descubierto el 14 de julio de 1893 por Auguste Honoré Charlois desde el observatorio de Niza, Francia.
Está nombrado por la palabra en latín de mismo significado en español.